# Vrbica (Podgorica)
Pour les articles homonymes, voir Vrbica.
Vrbica (en serbe cyrillique: Врбица) est un village de l'est du Monténégro, dans la municipalité de Podgorica.

## Démographie

### Évolution historique de la population[1]
| 1948 | 1953 | 1961 | 1971 | 1981 | 1991 | 2003 |
| ---- | ---- | ---- | ---- | ---- | ---- | ---- |
| 156  | 176  | 182  | 143  | 112  | 100  | 117  |